# Phyllopodopsyllus langi
Phyllopodopsyllus langi är en kräftdjursart som beskrevs av Kunz 1975. Phyllopodopsyllus langi ingår i släktet Phyllopodopsyllus och familjen Tetragonicipitidae. Inga underarter finns listade i Catalogue of Life.